# Buluran Kenali
Buluran Kenali is een bestuurslaag in het regentschap Jambi van de provincie Jambi, Indonesië. Buluran Kenali telt 6712 inwoners (volkstelling 2010).